# Calau-de-casquete-preto
O calau-de-casquete-preto (Ceratogymna atrata) é uma espécie calau da família dos Bucerotídeos.

## Nomes comuns
Além de calau-de-casco-preto, dá ainda pelos seguintes nomes comuns: calau-de-casco-preto e calau-de-casco-cinzento e  

## Distribuição
Pode ser encontrada nos seguintes países: Angola, Camarões, República Centro-Africana, República do Congo, República Democrática do Congo, Costa do Marfim, Guiné Equatorial, Gabão, Gana, Guiné, Libéria, Nigéria, Serra Leoa, Sudão, Togo e Uganda. 